# Kersti Ståbi
Kersti Viveca Björnsdotter Kelly Ståbi, född Ståbi 13 september 1977 i Färila, är en svensk sångare och berättare. Hon är medlem i kompaniet Fabula Storytelling och driver skivbolaget Modesty Music.
Hon CD-debuterade 2005 med egentligen (Modesty Music). 2005 kom också Kärleksbrev och ryska satelliter tillsammans med Emma Härdelin, Katarina Hallberg och Johanna Bölja (Holmen Music). 2008 gav hon ut Ute blåser sommarvind (Modesty Music) med visor av Alice Tegnér, ackompanjerad av folkmusiktrion Nordic. Familjeföreställningen Världens längsta svans, regisserad av Marie Feldtmann, är kopplad till den senare skivan med sagor och sånger av Alice Tegnér. Kersti Ståbi har turnerat mycket i Norge med hardingfelespelmannen Knut Hamre och pianisten Anne Nitter Sandvik. År 2011 sjöng Stobi i Cirque du Soleils show Zed i Tokyo.

## Biografi
Ståbi är dotter till riksspelmannen Björn Ståbi och halvsyster till poeten Anna Ståbi. Hennes mor är syster till artisten Jeja Sundström. Ståbi är uppvuxen i Hälsingland bland spelmän och trubadurer, och folkmusiken är grunden i hennes musicerande.

## Diskografi (urval)
- 2005 – Egentligen[4]
- 2005 – Kärleksbrev och ryska satelliter
- 2008 – Ute blåser sommarvind (Visor av Alice Tegnér)[4]